# MatrixSSL
MatrixSSL — реалізація TLS/SSL з відкритим вихідним кодом, призначена для спеціальних програм у вбудованих апаратних середовищах.
Бібліотека MatrixSSL містить повноцінний модуль криптографічного програмного забезпечення, що включає алгоритми відкритого та симетричного ключів галузевого стандарту. Зараз він називається Inside Secure TLS Toolkit.

## Особливості
Особливості:
- Версії протоколу 
  - SSL 3.0
  - TLS 1.0
  - TLS 1.1
  - TLS 1.2
  - TLS 1.3
  - DTLS 1.0
  - DTLS 1.2
- Алгоритми відкритого ключа 
  - RSA
  - Криптографія еліптичної кривої
  - Діффі – Хеллман
- Алгоритми симетричних ключів 
  - AES
  - AES-GCM
  - Triple DES
  - ChaCha
  - ARC4
  - SEED
- Підтримувані набори шифрів
  - TLS_AES_128_GCM_SHA256 (TLS 1.3)
  - TLS_AES_256_GCM_SHA384 (TLS 1.3)
  - TLS_CHACHA20_POLY1305_SHA256 (TLS 1.3)
  - TLS_DHE_RSA_WITH_AES_128_CBC_SHA
  - TLS_DHE_RSA_WITH_AES_256_CBC_SHA
  - TLS_DHE_RSA_WITH_AES_128_CBC_SHA256
  - TLS_DHE_RSA_WITH_AES_256_CBC_SHA256
  - SSL_DHE_RSA_WITH_3DES_EDE_CBC_SHA
  - TLS_RSA_WITH_SEED_CBC_SHA
  - TLS_DHE_PSK_WITH_AES_128_CBC_SHA
  - TLS_DHE_PSK_WITH_AES_256_CBC_SHA
  - TLS_PSK_WITH_AES_128_CBC_SHA
  - TLS_PSK_WITH_AES_256_CBC_SHA
  - TLS_ECDHE_ECDSA_WITH_AES_128_CBC_SHA
  - TLS_ECDHE_ECDSA_WITH_AES_256_CBC_SHA
  - TLS_ECDHE_ECDSA_WITH_AES_128_GCM_SHA256
  - TLS_ECDHE_ECDSA_WITH_AES_256_GCM_SHA384
  - TLS_ECDHE_RSA_WITH_AES_128_CBC_SHA
  - TLS_ECDHE_RSA_WITH_AES_256_CBC_SHA
  - TLS_ECDHE_RSA_WITH_AES_128_CBC_SHA256
  - TLS_ECDHE_RSA_WITH_AES_256_CBC_SHA256
  - TLS_ECDHE_RSA_WITH_AES_128_GCM_SHA256
  - TLS_ECDHE_RSA_WITH_AES_256_GCM_SHA384
  - TLS_ECDH_ECDSA_WITH_AES_128_CBC_SHA
  - TLS_ECDH_ECDSA_WITH_AES_256_CBC_SHA
  - TLS_ECDH_RSA_WITH_AES_128_CBC_SHA
  - TLS_ECDH_RSA_WITH_AES_256_CBC_SHA
  - TLS_ECDH_ECDSA_WITH_AES_128_CBC_SHA256
  - TLS_ECDHE_ECDSA_WITH_AES_128_CBC_SHA256
  - TLS_RSA_WITH_AES_128_CBC_SHA
  - TLS_RSA_WITH_AES_256_CBC_SHA
  - TLS_RSA_WITH_AES_128_CBC_SHA256
  - TLS_RSA_WITH_AES_256_CBC_SHA256
  - TLS_RSA_WITH_AES_128_GCM_SHA256
  - TLS_RSA_WITH_AES_256_GCM_SHA384
  - SSL_RSA_WITH_3DES_EDE_CBC_SHA
  - SSL_RSA_WITH_RC4_128_SHA
  - SSL_RSA_WITH_RC4_128_MD5
  - TLS_DH_anon_WITH_AES_128_CBC_SHA
  - TLS_DH_anon_WITH_AES_256_CBC_SHA
  - SSL_DH_anon_WITH_3DES_EDE_CBC_SHA
  - SSL_DH_anon_WITH_RC4_128_MD5
- Аутентифікація клієнта
- Безпечні переговори
- Стандартне відновлення сесії
- Невстановлене відновлення сесії
- Незалежна передача
- Синтаксичний аналіз ключів PKCS#1 та PKCS#8
- Помилковий старт TCP
- Розширення максимальної довжини фрагмента
- Необов’язковий крипто-інтерфейс PKCS#11

## Основні випуски
| Версія | Дата          |
| ------ | ------------- |
| 4.0.0  | Вересень 2018 |
| 3.9.0  | Березень 2017 |
| 3.8.3  | Квітень 2016  |
| 3.7.1  | Грудень 2014  |
| 3.6    | Квітень 2014  |
| 3.4    | Січень 2013   |
| 3.3    | Лютий 2012    |
| 3.2    | Червень 2011  |
| 3.1    | Березень 2010 |
| 3.0    | Серпень 2009  |
| 2.2    | Січень 2008   |
| 2.1    | Листопад 2005 |
| 1.7    | Квітень 2005  |
| 1.1    | Травень 2004  |
| 1.0    | Січень 2004   |

## Дивитися також
- Порівняння реалізацій TLS
- GnuTLS
- wolfSSL

## Зовнішні посилання
- Офіційний сайт
- Всередині захищений вебсайт [Архівовано 18 вересня 2018 у Wayback Machine.]